# Alejandro Rodolfo Baldú
Alejandro Rodolfo Baldú fue un militante del FAL que participó en las primeras acciones armadas de esa organización guerrillera y que habría sido detenido por la policía argentina entre los días 18 y 19 de marzo de 1970 sin que desde entonces se tengan noticias de su persona.

## Biografía
Entre 1964 y 1965 Baldú se incorporó a una organización político-militar que más adelante sería conocida como Frente Argentino de Liberación que estaba en una etapa que denominaban de acumulación, esto es obtener armas y dinero para su actividad, además de realizar acción política en el campo gremial.
El 5 de abril de 1969 el grupo tomó por sorpresa el Regimiento n.º 1 de Campo de Mayo y robó armas que fueron sacadas en un camión que fue luego abandonado y encontrado por la policía. En mayo de ese año la Policía siguió la pista de unos neumáticos que habían sido adquiridos para el camión que transportó lo robado, determina que el comprador había sido Alejandro Baldú e identifica a partir de allí como integrantes del grupo asaltante a los agentes de propaganda médica Alberto Arruda (27), Sergio Pablo Bjelis (27) y Malter Terrada (24), el abogado Hernán Henríquez y al empleado bancario Juan Carlos Cibelli. Se colocan numerosos afiches en todo el país con las identidades y fotografías de los mencionados pidiendo su captura por conspiración para la rebelión, asociación ilícita, robo y tenencia de explosivos, pero solamente logran detener a Cibelli, que permanecerá en prisión hasta 1973. No detectan el nombre de la organización ni ésta sale a la luz.
La organización estaba preparando un asalto al tren pagador del Ferrocarril San Martín, que todos los meses partía desde Retiro con un furgón blindado con unos ciento cincuenta millones de pesos para pagar los sueldos del personal, conforme datos obtenido de un militante. La idea era tomar por sorpresa a la fuerte custodia del vagón haciéndose pasar por personal de la Fuerza Aérea y llevarse el dinero en dos camionetas pintadas con los colores y las insignias del arma. A este efecto el militante Carlos Della Nave, bajo la supervisión de Alejandro Baldú, debían pintar los dos vehículos en un galpón alquilado en las afueras de la ciudad de Luján. Entre el 16 y el 18 de marzo de 1970 la policía mientras investigaba delitos comunes descubrió el galpón con armas y uniformes militares y camiones similares a los usados por la Fuerza Aérea y detuvo a Carlos Della Nave; según el FAL también lo hizo con Alejandro Baldú, hecho negado por el gobierno. Della Nave declaró posteriormente que fue torturado y que su arresto fue oficializado como ocurrido recién el 21 de marzo.
Entonces, los compañeros del FAL procedieron a secuestrar el 24 de marzo de 1970 a Joaquín Waldemar Sánchez, un ciudadano de Paraguay que era cónsul de su país en Buenos Aires, Argentina, hecho que realizaron en la ciudad de Ituzaingó (Corrientes) localidad de Argentina cercana a la frontera con Paraguay. Sus captores -que por primera vez se identificaron con su nombre- amenazaron con matarlo si no eran librados Baldú y Della Nave pero tanto el presidente argentino Juan Carlos Onganía como el paraguayo Alfredo Stroessner rechazaron su petición. Después de prorrogar varias veces el plazo de su ultimátum, finalmente los secuestradores lo liberaron el 28 de marzo aduciendo razones humanitarias y el propósito de evitar derramamientos de sangre.
Dado que desde entonces ninguna fuerza u organismo del Estado reconoció haberlo detenido, se puede considerar a Alejandro Rodolfo Baldú como un detenido-desaparecido de la “guerrilla” o de la lucha armada, “pero todavía se trataba, por decirlo así, de “accidentes” de la represión, y no de una metodología planificada de exterminio; de hechos que incluso les causaban molestias a los represores, porque debían borrar todas las huellas del crimen sin contar con la logística eficiente que se implementaría seis años más tarde”.